# Bartonelosis
Las bartonelosis son las enfermedades infecciosas causadas por bacterias del género Bartonella. Las especies del género Bartonella causan enfermedades como la enfermedad por arañazo de gato, —la más prevalente y extendida por todo el mundo— la enfermedad de Carrión, la fiebre de las trincheras, y otras más raras como la angiomatosis bacilar, peliosis hepática, bacteriemia crónica, endocarditis, linfadenopatía crónica y enfermedades neurológicas.

## Historia
- Enfermedad de Carrión

La enfermedad fue llamada después de que un estudiante de medicina Daniel Alcides Carrión (1857-1885), natural de Cerro de Pasco (Perú), describiera la enfermedad después de inocularse con la secreción de un paciente afectado (Carmen Paredes) de verruga peruana, el 27 de agosto de 1885. El doctor Evaristo M. Chávez, un colega del Hospital Dos de Mayo, ayudó en la inoculación y aproximadamente a los 21 días de la inoculación, Carrión inició los primeros síntomas de la enfermedad. Él mismo describió de manera meticulosa todos los pasos y síntomas hasta que ya no pudo hacerlo debido a la gravedad de la enfermedad. Falleció el 5 de octubre de 1885. Gracias al sacrificio de Carrión, se pudo probar que la «fiebre de la oroya» y la «verruga peruana» eran dos fases de la misma enfermedad. En su honor, el día de su muerte (5 de octubre) se conmemora el Día de la Medicina Peruana.
Posteriormente, en 1905, el microbiólogo peruano Alberto Barton en 1905 descubrió unos cuerpos endoglobulares en pacientes afectados por la «fiebre de la oroya» y publicó sus hallazgos en 1909. Barton originalmente identificó las estructuras endoglobulares en pacientes en fase aguda, los cuales correspondían a las bacterias parasitando los glóbulos rojos. Hasta 1993, el género Bartonella contenía solo una especie. En la actualidad hay más de 23 especies identificada dentro de la familia Bartonellaceae.
- Enfermedad por arañazo de gato

En 1988, English y col aislaron y cultivaron una bacteria que llamaron, en 1992 Afipia felis. Este agente fue considerado el agente etiológico de la Enfermedad por arañazo de gato, pero posteriores estudios no pudieron demostrar esta conclusión. Estudios serológicos asociaron la enfermedad por arañazo de gato con Bartonella henselae y reportado en 1992. En 1993 Dolan y col aislaronRochalimae henselae (ahora llamada Bartonella henselae) de los ganglios linfáticos de pacientes con enfermedad por arañazo de gato. También, Bartonella henselae fue asociada con bacteriemia, angiomatosis bacilar y peliosis hepatis en pacientes con VIH. Bacteriemia y endocarditis han sido descritas en pacientes inmunocompetentes e inmunocomprometidos.
- Fiebre de las trincheras

Descripciones detalladas de la enfermedad fueron reportadas en soldados durante la Primera Guerra Mundial. También conocida como fiebre de los 5 días o fiebre quintana o fiebre de Wolhini. Actualmente esta enfermedad es conocida como "fiebre de las trincheras urbana" porque ha sido descrita en indigentes y alcohólicos.

## Epidemiología
La enfermedad de Carrión o fiebre de la oroya o verruga peruana es una rara enfermedad infecciosa reportada solo en Perú, Ecuador y Colombia. la enfermedad es endémica en algunas áreas de Perú, y es causada por la infección de la bacteria Bartonella bacilliformis y transmitida por Lutzomyia.
La enfermedad por arañazo de gato es una enfermedad extendida alrededor del mundo. Los gatos son el principal reservorio de Bartonella henselae (agente etiológico) y la bacteria es transmitida de gato a gato por la pulga del gato Ctenocephalides felis.
La fiebre de las trincheras es producida por la infección de Bartonella quintana y la bacteria es transmitida por el piojo humano Pediculus humanus corporis. Los humanos son el único reservorio.

## Microbiología
Miembros del género Bartonella son bacterias intacelulares facultativos, de la clase Alphaproteobacteria. El género comprende:
| Bartonella spp.          | Reservorio | Enfermedad                                                                      |
| ------------------------ | ---------- | ------------------------------------------------------------------------------- |
| Bartonella bacilliformis | humanos    | enfermedad de Carrión/Verruga peruana                                           |
| Bartonella quintana      | humanos    | fiebre de las trincheras, bacteriemia, angiomatosis bacilar, endocarditis       |
| Bartonella henselae      | gatos      | enfermedad por arañazo de gato, angiomatosis bacilar, bacteriemia, endocarditis |
| Bartonella elizabethae   | ratas      | endocarditis                                                                    |
| Bartonella grahamii      |            | retinitis                                                                       |
| Bartonella vinsoni       | perros     | endocarditis, bacteriemia                                                       |
| Bartonella washonsis     | roedores   | miocarditis                                                                     |
| Bartonella clarridgiae   | gatos      | bacteriemia                                                                     |
| Bartonella rochalimae    | humanos    | síndrome parecido a la enfermedad de Carrión                                    |

## Fisiopatología
En los mamíferos, cada especie de Bartonella es altamente adaptado a su huésped reservorio como resultado de un parasitismo intracelular y puede persistir de esa forma en el huésped. El parasitismo intraeritrocitario ha sido observado en la fase aguda de la enfermedad de Carrión. Bartonella también tiene un tropismo por las células endoteliales, observadas en la fase crónica de la enfermedad de Carrión (también conocida como verruga peruana) y en la angiomatosis bacilar.
La respuesta patológica puede variar con el estado inmune del huésped. La infección con Bartonella henselae puede resultar en una reacción focal supurativa (enfermedad por arañazo de gato en pacientes imnmunocompetentes), una respuesta angioproliferativa multifocal (amgiomatosis bacilar en pacientes inmunocomprometidos), endocarditis o meningitis.
Alguna de las enfermedades pueden resolverse de forma espontánea sin tratamiento.

## Manifestaciones clínicas
- Enfermedad de Carrión

Los pacientes pueden desarrollar dos fases clínicas: una fase aguda (hemática) y una fase crónica (eruptiva) asociada con erupciones cutáneas. En la fase aguda (también conocida como fiebre de la oroya, la infección por Bartonella bacilliformis es aguda y potencialmente grave, asociada con fiebre, anemia hemolítica)e inmunosupresión. La fase aguda típicamente dura de dos a cuatro semanas. El frotis de sangre periférica muestra anisomacrocitosis con muchos bacilos adheridos a los eritrocitos. En algunos pacientes se observa trombocitopenia que, en algunos casos, puede llegar a ser severa. En ocasiones aparece compromiso neurológico (neurobartonelosis), y el pronóstico en estos casos es grave. Puede observarse compromiso espinal o meningitis. En la fase aguda, la complicación más temida es la sobreinfección con enterobacteriasSalmonella y otros parásitos como Toxoplasmosis.
La manifestación de la fase crónica —Verruga Peruana—consiste en erupciones cutáneas violáceas, rojas y nodulares (tumores angiomatosos). Se suele producir semanas o meses después de la resolución del proceso febril si no se ha tratado con antibióticos. Es posible visualizar la bacteria utilizando la tinción de plata por el método Warthin–Starry de biopsias.
- Enfermedad por arañazo de gato

Esta enfermedad se manifiesta por adenomegalia regional progresiva (axila, inguinal, cervical) y distal al arañazo y/o pápulas violáceas (no siempre visto al tiempo de la enfermedad). Las adenomegalias son dolorosas. La infección por Bartonella henselae es autolimitada y el compromiso ganglionar dura 2 a 3 meses o más. Los ganglios pueden supurar y muchos pacientes pueden permanecer afebriles o asintomáticos. Algunas presentaciones atípicas incluyen Fiebre de Origen Desconocido (FOD), síndrome oculoglandular de Parinaud, encefalopatía y neuroretinitis.
- Fiebre de las trincheras

También conocida como fiebre de los 5 días o fiebre quintana es la manifestación inicial de la infección por Bartonella quintana. Las manifestaciones clínicas van desde infecciones asintomáticas a enfermedad severa. La presentación clásica incluye una enfermedad febril de inicio agudo, cefalea, mareo y dolor en los miembros. Manifestaciones crónicas de la infección incluyen fiebre paroxística y prurito en algunos casos y bacteriemia persistente en soldados e indigentes.
- Angiomatosis Bacilar

Es una enfermedad vascular proliferativa que involucra principalmente la piel y otros órganos. La enfermedad fue por primera vez descrita en paciente (VIH) y trasplantados de órganos. La enfermedad grave, progresiva y diseminada puede ocurrir en pacientes VIH. El diagnóstico diferencial incluye sarcoma de Kaposi, granuloma piógeno, hemangioma, Verruga peruana, tumores subcutáneos. Las lesiones pueden afectar médula ósea, hígado, bazo o ganglios linfáticos. Bartonella henselae y Bartonella quintana pueden causar angiomatosis bacilar.
- Peliosis hepatis

Es una proliferación vascular de los sinusoides hepáticos capilares resultando en espacios llenos de sangre en el hígado. Bartonella henselae es reconocido como el agente etiológico en pacientes VIH y transpltados de órganos. Peliosis hepatis puede ser asociado con peliosis del bazo, así como angiomatosis bacilar de la piel en pacientes VIH.

## Tratamiento
Tratamiento de infecciones causadas por especies de Bartonella.
| Enfermedad                                                    | Adultos                                                             | Niños                          |
| ------------------------------------------------------------- | ------------------------------------------------------------------- | ------------------------------ |
| Enfermedad por arañazo de gato                                | Azitromicina                                                        | no recomendación               |
| Retinitis                                                     | Doxiciclina + Rifampicina                                           | desconocido                    |
| Fiebre de las trincheras o bacteriemia crónica por B.quintana | Doxiciclina + Gentamicina                                           | desconocido                    |
| Angiomatosis bacilar                                          | Eritromicina o Doxiciclina                                          | Eritromicina                   |
| Peliosis hepatis                                              | Eritromicina o Doxiciclina                                          | Eritromicina                   |
| Endocarditis                                                  | Doxiciclina + Gentamicina + Rifampicina o Ceftriaxona + Gentamicina |                                |
| Enfermedad de Carrión (fase aguda)                            | Ciprofloxacina o Cloramfenicol                                      | Cloramfenicol + beta-lactámico |
| Enfermedad de Carrión (fase crónica:Verruga peruana)          | Rifampicina o macrolidos                                            | Rifampicina o macrolidos       |